# Ba ba đen
Ba ba đen hoặc Rùa Bostami, tên khoa học Nilssonia nigricans (trước đây được đặt trong chi Aspideretes), là một loài rùa nước ngọt được tìm thấy ở Ấn Độ (Assam) và Bangladesh (Chittagong). Một cá thể từ lâu được cho là thể tự nhiên của Ba ba Sông Hằng (Aspideretes gangeticus hoặc Nilssonia gangeticus) hoặc Indian peacock softshell turtle (Aspideretes hurum hoặc Nilssonia hurum), nhưng trong khi đó là một cá thể thứ hai là một loài riêng biệt.

## Hình ảnh

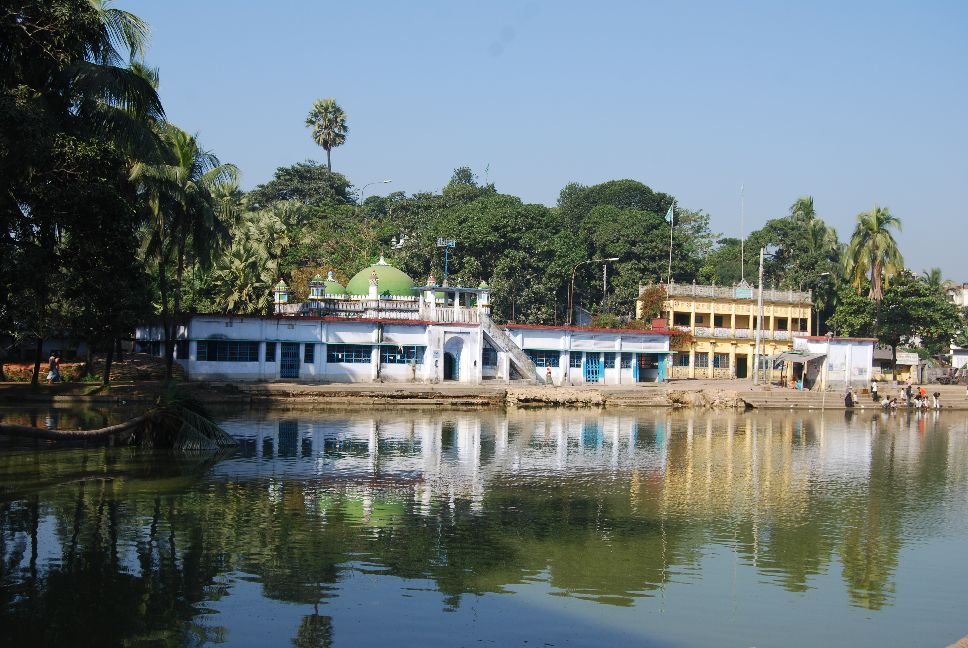